# Пхьармат
Пха́рмат (чеч. пхьар — кузнец и мат/мот — стан, место, где пребывает кузнец) — в чеченской мифологии нарт, укравший у бога Селы огонь.

## Похищение огня

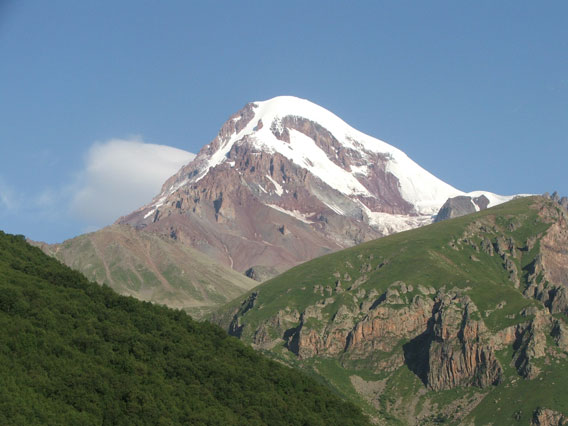
Гора Казбек

Пхьармат украл огонь для нарт-орстхойцев у громовержца Селы, и за это бог наслал на людей несчастья. Чтобы исправить это, он пришёл к Селе, и тот обрёк его на вечные муки, приказав приковать цепями к горе Башлам (Казбек). Каждый день к нему прилетала птица Ида и клевала печень.

## Происхождение мифа
Практически у всех народов Северного Кавказа существует миф о герое, укравшем огонь у бога (Амирани, Абрскил и т. д.). За это он был навечно прикован к горе Казбек (Башлам). Мотив этого мифа имеет скорее всего греческое происхождение. Как известно из греческого мифа о Прометее, за похищение огня Зевс приказал Гефесту (либо Гермесу) приковать Прометея к скале Кавказских гор (в Колхиде) или в Скифии.

## Первые записи мифа
Первая запись чеченского мифа сделана Ахмадом Сулеймановым в 1937 году от своего отца Сулеймана. Миф был записан на горном итум-калинском диалекте. Переведён Русланом Нашхоевым в 2002 году. Другой вариант мифа, где герой назван Пхяри (ласкательная форма от Пхармата), был записан в 1940 году в горном обществе Зумсой. Рассказал его старик по имени Гела, живший на труднодоступной вершине горы Гелой-корта («Вершина Гелы»). Вариант этот переведён на русский язык лингвистом профессором Каты Чокаевым.

## В художественной литературе
- Сергей Стратановский — стихотворная пьеса «Пхармат прикованный»[12].